# Adina Porter
Adina Elizabeth Porter (ur. 13 marca 1971 w Nowym Jorku) – amerykańska aktorka.

## Filmografia

### Film
| Rok  | Tytuł                  | Rola                          | Dodatkowe informacje     |
| ---- | ---------------------- | ----------------------------- | ------------------------ |
| 1992 | Swoon                  | stenografka                   |                          |
| 1993 | Geoffrey Beene 30      | kobieta                       | film krótkometrażowy     |
| 1997 | Peacemaker             | policjantka                   |                          |
| 1998 | Gia                    | dziewczyna z terapii grupowej |                          |
| 1999 | Body Shots             | detektyw Thompson             |                          |
| 2001 | The Fluffer            | Silver                        |                          |
| 2002 | Amator kwaśnych jabłek | Lauren Gunther                |                          |
| 2005 | The Salon              | żona Percy’ego                |                          |
| 2005 | Lackawanna Blues       | Ricky                         | film telewizyjny         |
| 2009 | Szpital Vista Mar      | Celia                         | film telewizyjny         |
| 2010 | The Social Network     | współpracownica Gretchen      | niewymieniona w napisach |
| 2011 | About Sunny            | Cheryl                        |                          |
| 2011 | The Changing Room      | Sarah                         | film krótkometrażowy     |
| 2017 | The Last Word          | Bree Wilson                   |                          |

### Seriale
| Rok          | Tytuł                                | Rola                            | Dodatkowe informacje                     |
| ------------ | ------------------------------------ | ------------------------------- | ---------------------------------------- |
| 1990         | Prawo i porządek                     | sąsiadka                        | 1 odcinek                                |
| 1994         | Prawo i porządek                     | Sheryl Decker                   | 1 odcinek                                |
| 1994         | Nowojorscy gliniarze                 | Jasmine Hopkins                 | 1 odcinek                                |
| 1995         | Prawo i porządek                     | Mary Byman                      | 1 odcinek                                |
| 1997         | Brooklyn South                       | Angela Withers                  | 1 odcinek                                |
| 1998         | Potępieniec                          | Rachel                          | 1 odcinek                                |
| 1999         | Gang panny Glenn                     | Angela Jackson                  | 1 odcinek                                |
| 2000         | Bez pardonu                          | asystentka Elli                 | 1 odcinek                                |
| 2000         | Potyczki Amy                         |                                 | 1 odcinek                                |
| 2000         | Dzień jak dzień                      | Diane                           | 1 odcinek                                |
| 2000         | City of Angels                       | Hazina                          | 1 odcinek                                |
| 2001         | Nowojorscy gliniarze                 | Tisha                           | 1 odcinek                                |
| 2002         | Życie przede wszystkim               | Malia                           | 1 odcinek                                |
| 2002         | Obrońca                              | zastępca prokuratora okręgowego | 1 odcinek                                |
| 2002         | Jordan w akcji                       | Vicki Moran                     | 1 odcinek                                |
| 2002–2003    | American Dreams                      | Gwen Walker                     | 15 odcinków                              |
| 2003         | Nowojorscy gliniarze                 | Ifeoma Okafor                   | 1 odcinek                                |
| 2005         | Ostry dyżur                          | pani Hopkins                    | 1 odcinek                                |
| 2005         | Jack & Bobby                         |                                 | 1 odcinek                                |
| 2005         | CSI: Kryminalne zagadki Nowego Jorku | Shannon Goodall                 | 1 odcinek                                |
| 2005         | Skazany na śmierć                    | Leticia Barris                  | 2 odcinki                                |
| 2006         | Bez śladu                            | Harriet Lewis                   | 1 odcinek                                |
| 2007         | Dr House                             | Claudia                         | 1 odcinek                                |
| 2007         | Prawo i porządek: sekcja specjalna   | Janelle Odami                   | 1 odcinek                                |
| 2007–2010    | Ocalić Grace                         | Tamara Cooley                   | 2 odcinki                                |
| 2008–2014    | Czysta krew                          | Lettie Mae Thornton             | 30 odcinków                              |
| 2009         | Dowody zbrodni                       | Laticia Myers                   | 1 odcinek                                |
| 2009         | CSI: Kryminalne zagadki Las Vegas    | Denise Devine                   | 1 odcinek                                |
| 2010         | Siostra Hawthorne                    | Nancy Breton                    | 1 odcinek                                |
| 2010         | Cała prawda                          | detektyw Sweeney                | 1 odcinek                                |
| 2011         | Zabójcze umysły: Okiem sprawcy       | Jeanette Rawlins                | 1 odcinek                                |
| 2011         | Prywatna praktyka                    | Stacy                           | 1 odcinek                                |
| 2011–obecnie | American Horror Story                | Sally Freeman                   | 1 odcinek (sezon pierwszy, Murder House) |
| 2011–obecnie | American Horror Story                | Lee Harris                      | 9 odcinków (sezon szósty, Roanoke)       |
| 2011–obecnie | American Horror Story                | Beverly Hope                    | 10 odcinków (sezon siódmy, Kult)         |
| 2011–obecnie | American Horror Story                | Dinah Stevens                   | 7 odcinków (sezon ósmy, Apokalipsa)      |
| 2011         | Główny podejrzany                    | detektyw Kendra Cannon          | 1 odcinek                                |
| 2011–2012    | Ringer                               | dyrektor Caruso                 | 2 odcinki                                |
| 2012         | The Finder                           | pani Estelle                    | 1 odcinek                                |
| 2012         | Chirurdzy                            | dr Ramsey                       | 1 odcinek                                |
| 2012         | Glee                                 | nauczycielka historii           | 1 odcinek                                |
| 2012         | Pamiętniki wampirów                  | Nandi LaMarche                  | 1 odcinek                                |
| 2012–2014    | Newsroom                             | Kendra James                    | 23 odcinki                               |
| 2014–obecnie | The 100                              | Indra                           | 40 odcinków                              |
| 2015         | Code Black: Stan krytyczny           | Susie                           | 1 odcinek                                |
| 2015         | Pozostawieni                         | G.R. Leader                     | 1 odcinek                                |
| 2016–2017    | Underground                          | Pearly Mae                      | 7 odcinków                               |
| 2016         | Blef                                 | Emily Clark                     | 1 odcinek                                |
| 2017         | Ray Donovan                          | Vicky                           | 4 odcinki                                |
| 2020         | Outer Banks                          | Sheriff Peterkin                |                                          |